# Патара-Поти
Патара-Поти (груз. პატარა ფოთი) — село в Грузии, на территории Хобского муниципалитета края (мхаре) Самегрело-Верхняя Сванетия.

## География
Село находится в западной части Грузии, на правом берегу реки Риони, на расстоянии приблизительно 19 километров (по прямой) к юго-западу от города Хоби, административного центра муниципалитета. Абсолютная высота — 0 метров над уровнем моря.

## Население
По результатам официальной переписи населения 2014 года, в Патара-Поти проживало 942 человека (471 мужчина и 471 женщина). В национальной структуре населения грузины составляли 100 %.
| Год  | Население, человек |
| ---- | ------------------ |
| 2002 | 1944               |
| 2014 | ↘ 942              |